# Hanchir Toumghani
Hanchir Toumghani è un comune dell'Algeria, situato nella provincia di Oum el-Bouaghi.